# Foça Belediyespor
Foça Belediyespor ist ein Fußballverein aus der westtürkischen Stadt Foça, Provinz Izmir. Neben Fußball unterhält der Verein auch Abteilungen in Basketball, Volleyball, Taekwondo, Bridge und in Boccia.

## Geschichte

### Erste Jahre
Im Jahr 1987 wurde Foça Belediyespor als Foça Gençlik Spor Kulübü gegründet. In der regionalen Amateurliga konnte man ohne Niederlage Meister werden. 2006 wurde der Vereinsname auf den heutigen Namen abgeändert, in der Saison 2006/07 spielte Foça Belediyespor in der 1. Amatör Küme und konnte, auch dank guter Leistungen von Spielern aus der eigenen Jugend, in die Süper Amatör Lig aufsteigen.

### Heute
In der Süper Amatör Lig setzte Foça Belediyespor seinen Lauf fort, denn die Saison 2009/10 schloss der Club aus der Ägäis als zweiter Platz ab, was den direkten Aufstieg in die Bölgesel Amatör Lig, der höchsten Amateurliga der Türkei, bedeutete. Neu aufgestiegen, erreichte Foça Belediyespor den fünften Platz. Obwohl die Klasse sportlich gehalten werden konnte, spielte man in der folgenden Saison zunächst wieder ein Jahr in der İzmir Süper Amatör Lig, wo der Wiederaufstieg nach den Play-offs perfekt gemacht wurde (Die laufende Saison wurde mit 51 Punkten und als erster Platz beendet).
Wieder in der BAL angelangt, reichte ein zehnter Platz nicht für den direkten Klassenerhalt, man musste in die Relegation. Dort unterlag man gegen Bornova 1881 Spor, die damals noch Atillaspor hießen, mit 2:3 und musste den Gang in die İzmir Süper Amatör Lig antreten, wo man seitdem spielt.

## Ligazugehörigkeit
- Bölgesel Amatör Lig: 2010/11, 2013/14
- Amatör Lig: 1987–2010, 2012/13, 2014–

## Ehemalige bekannte Spieler
- Sertan Sarıyer
- Emre Demirbaş
- Yusuf Türk
- Ali Okur